# Кохомский, Фёдор Михайлович
Фёдор Михайлович Кохомский (19 августа 1903, Владимирская область — 31 октября 1982, Омск) — старший зоотехник племенного молочного совхоза «Омский», Омская область, Герой Социалистического Труда (1949).

## Биография
Родился 19 августа 1903 года в селе Архангельский погост Гороховецкого уезда Владимирской губернии, село Тимирязево Гороховецкого района Владимирской области в семье священника. Жил в городе Владимире, а с 1907 года в городе Иваново-Вознесенск, где отец служил священником в Введенской церкви, затем был протоиреем.
После школы поступил в политехнический институт, эвакуированный из Риги в Иваново, на сельскохозяйственный факультет. В середине 1920-х годов, после закрытия факультета, перевёлся в Омский сельскохозяйственный институт, который успешно окончил в 1930 году.
По распределению был направлен на работу главным зоотехником в мясомолочный совхоз № 54 образованный в 1929 году в Омском районе Омского округа Сибирского края. Совхоз входил в состав Омского маслотреста и был не только производственным, но и научно-исследовательским предприятием. В 1935 году совхоз был преобразован в племенное хозяйство и перешёл в подчинение наркомата земледелия СССР. С 1936 года центральная усадьба племзавода находится в посёлке Омский. В 1936 и 1940 году племсовхоз был представлен на Всесоюзной сельскохозяйственной выставке и удостоен наград. Большая заслуга в этом зоотехника Кохомского. В 1948 году в хозяйстве было получено от 64 коров по 6059 килограммов молока с содержанием 215 килограммов молочного жира в среднем от коровы.
Указом Президиума Верховного Совета СССР от 1 декабря 1949 года «в соответствии с Указом Президиума Верховного Совета СССР от 16 сентября 1947 года за получение высокой продуктивности животноводства в 1948 году при выполнении совхозом плана сдачи государству продуктов животноводства и полеводства» Кохомскому Фёдору Михайловичу присвоено звание Героя Социалистического Труда с вручением ордена Ленина и золотой медали «Серп и Молот».
Проработал в этой должности более четверти века.
С 1956 года — доцент кафедры кормления сельскохозяйственных животных Омского сельскохозяйственного института, а с 1962 по 1982 годы — заведующий этой кафедрой. Под руководством Ф. М. Кохомского создано племенное стадо чёрно-пёстрой породы крупного рогатого скота с продуктивностью более 5 тысяч кг молока в год. Результаты исследования опубликованы в 45 научных работах. Под научным руководством Ф. М. Кохомского подготовили и успешно защитили диссертации на соискание учёной степени кандидата сельскохозяйственных наук пять аспирантов.
Заслуженный зоотехник РСФСР, кандидат сельскохозяйственных наук (1973), доктор сельскохозяйственных наук (1975), профессор кафедры кормления сельскохозяйственных животных ОмСХИ (1977), член-корреспондент ВСХНИЛ.
Награждён двумя орденами Ленина, Большой золотой медалью ВСХВ (1954).
Умер 31 октября 1982 года. Похоронен на Старо-Северном мемориальном кладбище Омска.